# 동해선 광역전철
동해선 광역전철(東海線 廣域電鐵)은 대한민국의 부산광역시 부전역과 울산광역시 태화강역을 잇는 한국철도공사의 광역전철 운행 계통이다. 부산 도시철도 구간에 속하는 비수도권 최초의 광역전철 노선이며, 2016년 12월 30일 부전~일광 구간이 개통했다. 2021년 12월 28일에 울산광역시 남구 삼산동 태화강역까지 노선이 추가 연장이 돼서 동남권 전철 중 가장 긴 노선이 됐다. 통행방향은 전 구간 좌측통행이다.

## 운영

### 운행
현재 동해선 광역전철의 기점은 부전역으로, 부산교통공사 소속인 부산 도시철도 1호선 부전역과는 달리, 한국철도공사 부산경남본부에서 별개로 관리한다. 동해선 본선 노선을 공유하고 있으므로, 부산 도시철도 경로만을 일컬어 통상적으로 '동해선'이라고도 한다.
고유색은 ■코레일 블루이고, 치안 서비스는 대한민국 국토교통부 산하의 부산지방철도특별사법경찰대에서 전담하고 있다.
부산 도시철도 및 부산-김해 경전철과 서로 다른 1회권을 이용한다. 따라서 환승은 교통카드로만 가능하므로, KB국민카드를 비롯한 NH농협카드, 하나카드, 삼성카드, 신한카드, 롯데카드, 현대카드, 비씨카드의 후불교통카드를 사용할 수 있다. 개인금융 철수가 최종 확정된 씨티카드의 후불교통카드는 동해선 광역전철에서 사용할 수 없다.

### 차량
- 한국철도공사 381000호대 전동차 (울산차량사업소 소속)

## 역사
- 2000년 11월 14일: 광역철도 사업으로 지정
- 2003년 8월 11일: 착공
- 2011년 12월 30일: 광역철도 지정 해제와 함께 일반철도 사업으로 변경
- 2016년 4월 29일: 부전 ~ 일광 구간 개통을 2016년 10월 31일로 확정.[1]
- 2016년 8월 23일: 부전 ~ 일광 구간 개통을 2016년 11월에서 12월로 연기.[2]
- 2016년 9월 8일~10월 14일: 부전 ~ 일광 구간 전철 영업 시운전 실시.[참조주 1]
- 2016년 10월 28일: 부전 ~ 일광 구간 개통을 무기한 연기함.[3]
- 2016년 12월 30일: 1단계 부전 ~ 일광 구간 개통[4]
- 2020년 3월 28일 : 부산원동역 개통
- 2021년 5월 1일: 일광~태화강 구간 전력 공급 개시
- 2021년 10월: 일광 ~ 태화강 구간 시운전[5][6]
- 2021년 12월 28일: 2단계 일광 - 태화강 구간 개통[7]
- 2026년 6월: 태화강~북울산 구간 개통 예정

## 역 목록
| 역 번호 | 역명               | 로마자 역명                        | 국한문 역명  | 접속 노선             | 역간 거리 | 누적 거리 | 소재지     | 소재지   |
| ------- | ------------------ | ---------------------------------- | ------------ | --------------------- | --------- | --------- | ---------- | -------- |
| K110    | 부전               | Bujeon                             | 釜田         | 부전선                | 0.0       | 0.0       | 부산광역시 | 부산진구 |
| K111    | 거제해맞이         | Geojaehaemaji                      | 巨堤해맞이   |                       | 2.3       | 2.3       | 부산광역시 | 연제구   |
| K112    | 거제               | Geoje                              | 巨堤         | ● 부산 도시철도 3호선 | 1.0       | 3.3       | 부산광역시 | 연제구   |
| K113    | 교대               | Busan Nat'l Univ. of Edu           | 敎大         | ● 부산 도시철도 1호선 | 0.7       | 4.0       | 부산광역시 | 연제구   |
| K114    | 동래               | Dongnae                            | 東萊         |                       | 1.2       | 5.2       | 부산광역시 | 동래구   |
| K115    | 안락               | Allak                              | 安樂         |                       | 0.9       | 6.1       | 부산광역시 | 동래구   |
| K116    | 부산원동           | Busanwondong                       | 釜山院洞     |                       | 1.3       | 7.4       | 부산광역시 | 동래구   |
| K117    | 재송               | Jaesong                            | 栽松         |                       | 1.0       | 8.4       | 부산광역시 | 해운대구 |
| K118    | 센텀               | Centum                             | 센텀         |                       | 1.0       | 9.4       | 부산광역시 | 해운대구 |
| K119    | 벡스코(시립미술관) | BEXCO(The Municipal Museum of Art) | 벡스코       | ● 부산 도시철도 2호선 | 1.4       | 10.8      | 부산광역시 | 해운대구 |
| K120    | 신해운대           | Sinhaeundae                        | 新海雲臺     |                       | 4.5       | 15.3      | 부산광역시 | 해운대구 |
| K121    | 송정               | Songjeong                          | 松亭         |                       | 2.9       | 18.2      | 부산광역시 | 해운대구 |
| K122    | 오시리아           | OSIRIA                             | 東釜山旅游區 |                       | 1.1       | 19.3      | 부산광역시 | 기장군   |
| K123    | 기장               | Gijang                             | 機張         |                       | 5.7       | 25.0      | 부산광역시 | 기장군   |
| K124    | 일광               | Ilgwang                            | 日光         |                       | 3.0       | 28.0      | 부산광역시 | 기장군   |
| K125    | 좌천(원자력병원)   | Jwacheon(Nuclear Hospital)         | 佐川         |                       | 5.3       | 33.3      | 부산광역시 | 기장군   |
| K126    | 월내               | Wollae                             | 月內         |                       | 3.4       | 36.7      | 부산광역시 | 기장군   |
| K127    | 서생               | Seosaeng                           | 西生         |                       | 2.5       | 39.2      | 울산광역시 | 울주군   |
| K128    | 남창               | Namchang                           | 南倉         |                       | 8.4       | 47.6      | 울산광역시 | 울주군   |
| K129    | 망양               | Mangyang                           | 望陽         |                       | 4.4       | 52.0      | 울산광역시 | 울주군   |
| K130    | 덕하               | Deokha                             | 德下         |                       | 4.5       | 56.5      | 울산광역시 | 울주군   |
| K131    | 개운포             | Gaeunpo                            | 開雲浦       |                       | 2.4       | 58.9      | 울산광역시 | 남구     |
| K132    | 태화강             | Taehwagang                         | 太和江       | 동해선                | 4.9       | 63.8      | 울산광역시 | 남구     |